# Prix Renaudot

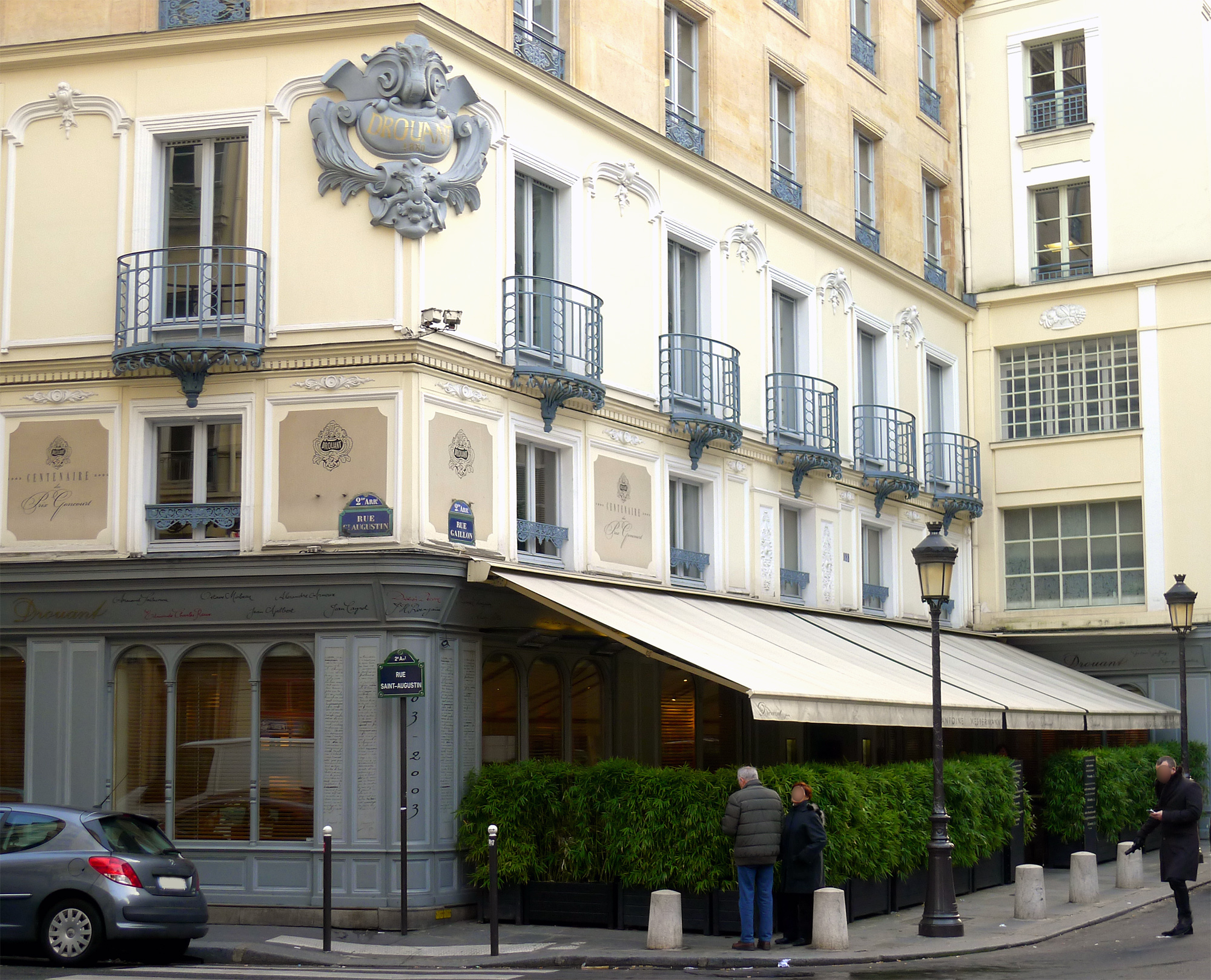
Le restaurant Drouant, à l'angle des rues Saint-Augustin et Gaillon à Paris.

Le prix Théophraste-Renaudot, plus couramment appelé prix Renaudot, est un prix littéraire honorifique créé en 1926 par dix journalistes et critiques littéraires, attendant les résultats de la délibération du jury du prix Goncourt.

## Historique
En 1925, durant l'attente de l'attribution du prix Goncourt, Georges Charensol et Gaston Picard, par boutade, proposèrent de créer un équivalent au Goncourt, par un jury de journalistes, mais à titre humoristique. Le prix est bien créé l'année suivante, nommé d'après Théophraste Renaudot, fondateur de La Gazette. Cependant, le premier lauréat est choisi pour le style et l'originalité de son œuvre, dans une démarche d'encouragement. Ce premier choix établit que, désormais, le prix devra récompenser des ouvrages de qualité.
Le premier jury se composait de Raymond de Nys, Marcel Espiau, Georges Le Fèvre, Noël Sabord, Georges Martin, Odette Pannetier, Henri Guilac, Gaston Picard, Pierre Demartre, et Georges Charensol. Ceux-ci ont écrit une biographie de Renaudot en dix chapitres, dans laquelle chaque chapitre a été confié à un auteur différent. Elle a été publiée en 1929 chez Gallimard : La Vie de Théophraste Renaudot, par ********** (collection Vie des hommes illustres, 1942). Sans être organiquement lié à l'Académie Goncourt, qui n'est composée que d'écrivains, le jury du Renaudot joue le rôle de son complément naturel, accentué par l'annonce du résultat, simultanément et dans le même cadre (premier mardi de novembre au restaurant Drouant à Paris).
Outre le prix principal, le jury décerne chaque année depuis 2003 un prix Renaudot de l'essai et depuis 2009 un prix Renaudot du livre de poche. Il existe également depuis 1992 un prix Renaudot des lycéens.
L'institution a un règlement intérieur souple pour l'attribution. Les modalités varient selon les statuts mais il est reconnu qu'un écrivain lauréat d'un autre grand prix littéraire (prix Goncourt, prix Femina, prix Interallié, prix Médicis) ne peut recevoir le Renaudot. C'est d'ailleurs en raison de ce manque de cumul que le jury créa spécifiquement un prix spécial pour Le Lambeau en 2018, déjà récompensé par le Femina. En 2018, la sélection d'un livre auto-édité de Marco Koskas déclenche la polémique.

### Polémiques sur certaines attributions de prix
Concernant une récompense d'importance au sein de la rentrée littéraire de l'automne, la sincérité du scrutin, accusé de favoritisme, a parfois néanmoins été mise en doute.

#### Accusations de copinage et de conflits d'intérêt
Le prix littéraire a fait l'objet d'accusations sévères de la part de plusieurs journaux français et internationaux. Le Monde décrit la récompense comme un « prix d’amis », une « figure de dinosaure dans une industrie très attachée à ses traditions », un « système fermé d’affinités sélectives » régi par un « processus opaque et arbitraire » ; L'Obs, comme une entreprise de copinage, gâtée par la « corruption sentimentale » et les « renvois d’ascenseur ».
En 2006, la presse s'interroge sur l'apport de Jacques Brenner (91 ans) au sein du jury, alors qu'il est « désormais incapable de lire » et qu'il vote par correspondance «« uivant les consignes de [Yves] Berger » (directeur de Grasset). Dans son journal, Brenner notait les petits arrangements de ce même Berger, celui-ci lui déclarant, en 1983, « au premier tour, tu votes selon ton cœur. Au deuxième tour, tu votes pour ton éditeur », puis, quelques années plus tard, l'intimant de « convaincre les jurés du Renaudot (...) de « bien » voter ».
En 2007, Christophe Donner a accusé Franz-Olivier Giesbert d'avoir « manipulé » les délibérations du jury. Selon l'Agence France-Presse, c'est en effet « à la surprise générale » que les jurés du Renaudot ont attribué le prix 2007 à Daniel Pennac, alors que son livre ne figurait pas sur la liste des ouvrages sélectionnés. Le cas s'est reproduit en 2018, puis en 2019, après que les livres de Valérie Manteau, Le Sillon, et de Sylvain Tesson, La Panthère des neiges, qui ne figuraient pas dans les sélections successives, ont été désignés lauréats au mois de novembre. Cette accusation est à nouveau portée après l'attribution du prix essai à Éric Neuhoff en 2019 (le jury comprenait Jérôme Garcin et Frédéric Beigbeder, respectivement animateur et intervenant au Masque et la Plume, auquel collabore Éric Neuhoff).
En mai 2020, Christophe Claro demande au jury de retirer son roman La Maison indigène de sa liste de sélection, indiquant sur son blog et sur Twitter : « Je n'ai aucune envie de participer à quelque mascarade que ce soit, même patronnée par des écrivains aussi talentueux et prestigieux que le sont, pour ne citer qu’eux, messieurs Beigbeder, Giudicelli et Besson ».

#### Polémiques sur Gabriel Matzneff
L'attribution du prix de l'essai à Séraphin c'est la fin ! de Gabriel Matzneff en 2013 choque a posteriori de nombreuses personnes et incite Vanessa Springora à écrire son livre Le Consentement, paru en 2020,. À la suite des révélations sur Gabriel Matzneff, Jérôme Garcin, membre du jury du prix, démissionne le 11 mars 2020. Il lie son départ, notamment, à « l’affaire Vanessa Springora » et critique en outre « l'aberrante constitution d’un jury à 90 % masculin »,. Il est provisoirement suivi le 2 avril 2020 par Jean-Marie Gustave Le Clézio qui revient ensuite sur sa décision.
La révélation de relations pédophiles entretenues aux Philippines par Gabriel Matzneff ou Christian Giudicelli choque, en particulier aux États-Unis, où l'affaire Matzneff a été évoquée à trois reprises dans les pages du New-York Times, dont le correspondant local ne comprend pas que les écrivains en France soient ainsi sacralisés alors que « jamais un ouvrier pédophile n'aurait été protégé ainsi ». Pour Laure Murat, une historienne et professeur de littérature à UCLA qui a pourtant défendu Matzneff contre la « curée » dont il a fait l'objet, il reste toutefois « honteux » que Christian Giudicelli ne démissionne pas de ses fonctions, et pour elle « l’ensemble du jury aurait dû se remettre en question », tandis que pour d'autres jurés (Patrick Besson, Georges-Olivier Châteaureynaud), c'est un non-sujet.

## Membres du jury
Les dix membres du jury sont élus à vie par cooptation. La présidence est tournante, elle change chaque année au sein du jury. Le président régule les débats. En cas de blocage, après dix tours de scrutin, la voix du président compte double pour les votes qui suivent. Un juré est également nommé secrétaire.
- Jean-Noël Pancrazi (depuis 1999)
- Georges-Olivier Châteaureynaud (depuis 1995), secrétaire général
- Dominique Bona (depuis 1999)
- Franz-Olivier Giesbert (depuis 1998)
- Patrick Besson
- J. M. G. Le Clézio
- Frédéric Beigbeder (depuis 2011)
- Cécile Guilbert, depuis le 6 mai 2021[22]
- Stéphanie Janicot, depuis le 6 mai 2021[22]
- Mohammed Aïssaoui, depuis mai 2023

### Anciens jurés
- Francis Ambrière[23] (-1998)
- Henri Amouroux (-1986)[24]
- Alain Bosquet (-1998)[24]
- André Bourin (1971-2009)
- Jacques Brenner (1986-2001)
- André Brincourt (1984-2011)[25]
- José Cabanis (1986-2000)[24]
- Georges Charensol[23]
- Pierre Demartre
- Marcel Espiau
- Luc Estang[24]
- Max-Pol Fouchet[23]
- Jérôme Garcin (2011-2020)
- Christian Giudicelli (1993-2022)[24]
- Henri Guilac
- Roger Grenier[23]
- Pierre Mazars (-1985)[24]
- Georges Martin
- Robert Mallet (-1986)[24]
- Maurice Nadeau[23]
- Raymond de Nys
- Maurice Noël[23]
- Étienne Lalou[23]
- Georges Le Fèvre
- Marcel Sauvage[24]
- Noël Sabord
- Odette Pannetier
- Gaston Picard
- Georges-Olivier Châteaureynaud
- Louis Gardel (1986-2021)[24]
- Roger Vrigny (-1997)[24]

## Liste des lauréats

### Prix Renaudot
| Année |  | Auteur                         | Ouvrage                                          | Éditeur (xe fois)  | Notes                                            |
| ----- |  | ------------------------------ | ------------------------------------------------ | ------------------ | ------------------------------------------------ |
| 1926  |  | Armand Lunel                   | Nicolo-Peccavi ou l'Affaire Dreyfus à Carpentras | Gallimard (1)      |                                                  |
| 1927  |  | Bernard Nabonne                | Maïtena                                          | Fayard             |                                                  |
| 1928  |  | André Obey                     | Le Joueur de triangle                            | Grasset (1)        |                                                  |
| 1929  |  | Marcel Aymé                    | La Table-aux-crevés                              | Gallimard (2)      |                                                  |
| 1930  |  | Germaine Beaumont              | Piège                                            | Lemerre            | Première femme à obtenir le prix                 |
| 1931  |  | Philippe Hériat                | L'Innocent                                       | Denoël (1)         |                                                  |
| 1932  |  | Louis-Ferdinand Céline         | Voyage au bout de la nuit                        | Denoël (2)         |                                                  |
| 1933  |  | Charles Braibant               | Le roi dort                                      | Denoël (3)         |                                                  |
| 1934  |  | Louis Francis                  | Blanc                                            | Gallimard (3)      |                                                  |
| 1935  |  | François de Roux               | Jours sans gloire                                | Gallimard (4)      |                                                  |
| 1936  |  | Louis Aragon                   | Les Beaux Quartiers                              | Denoël (4)         |                                                  |
| 1937  |  | Jean Rogissart                 | Mervale                                          | Denoël (5)         |                                                  |
| 1938  |  | Pierre-Jean Launay             | Léonie la bienheureuse                           | Denoël (6)         | Également Prix des Deux Magots                   |
| 1939  |  | Jean Malaquais                 | Les Javanais                                     | Denoël (7)         |                                                  |
| 1940  |  | Jules Roy                      | La Vallée heureuse                               | Charlot (1)        | Prix décerné en 1946                             |
| 1941  |  | Paul Mousset                   | Quand le temps travaillait pour nous             | Grasset (2)        |                                                  |
| 1942  |  | Robert Gaillard                | Les Liens de chaîne                              | Colbert            |                                                  |
| 1943  |  | André Soubiran                 | J'étais médecin avec les chars                   | Didier             |                                                  |
| 1944  |  | Roger Peyrefitte               | Les Amitiés particulières                        | Jean Vigneau       | Prix décerné en 1945                             |
| 1945  |  | Henri Bosco                    | Le Mas Théotime                                  | Charlot (2)        |                                                  |
| 1946  |  | David Rousset                  | L'Univers concentrationnaire                     | Pavois             |                                                  |
| 1947  |  | Jean Cayrol                    | Je vivrai l'amour des autres                     | Seuil (1)          |                                                  |
| 1948  |  | Pierre Fisson                  | Voyage aux horizons                              | Julliard (1)       |                                                  |
| 1949  |  | Louis Guilloux                 | Le Jeu de patience                               | Gallimard (5)      |                                                  |
| 1950  |  | Pierre Molaine                 | Les Orgues de l'enfer                            | Corrêa (1)         |                                                  |
| 1951  |  | Robert Margerit                | Le Dieu nu                                       | Gallimard (6)      |                                                  |
| 1952  |  | Jacques Perry                  | L'Amour de rien                                  | Julliard (2)       |                                                  |
| 1953  |  | Célia Bertin                   | La Dernière Innocence                            | Corrêa (2)         |                                                  |
| 1954  |  | Jean Reverzy                   | Le Passage                                       | Julliard (3)       |                                                  |
| 1955  |  | Georges Govy                   | Le Moissonneur d'épines                          | La Table ronde (1) |                                                  |
| 1956  |  | André Perrin                   | Le Père                                          | Julliard (4)       |                                                  |
| 1957  |  | Michel Butor                   | La Modification                                  | Minuit             |                                                  |
| 1958  |  | Édouard Glissant               | La Lézarde                                       | Seuil (2)          |                                                  |
| 1959  |  | Albert Palle                   | L'Expérience                                     | Julliard (5)       |                                                  |
| 1960  |  | Alfred Kern                    | Le Bonheur fragile                               | Gallimard (7)      |                                                  |
| 1961  |  | Roger Bordier                  | Les Blés                                         | Calmann-Lévy (1)   |                                                  |
| 1962  |  | Simonne Jacquemard             | Le Veilleur de nuit                              | Seuil (3)          |                                                  |
| 1963  |  | J. M. G. Le Clézio             | Le Procès-verbal                                 | Gallimard (8)      |                                                  |
| 1964  |  | Jean-Pierre Faye               | L'Écluse                                         | Seuil (4)          |                                                  |
| 1965  |  | Georges Perec                  | Les Choses                                       | Julliard (6)       |                                                  |
| 1966  |  | José Cabanis                   | La Bataille de Toulouse                          | Gallimard (9)      |                                                  |
| 1967  |  | Salvat Etchart                 | Le Monde tel qu'il est                           | Mercure de France  |                                                  |
| 1968  |  | Yambo Ouologuem                | Le Devoir de violence                            | Seuil (5)          | Premier lauréat africain (Mali)                  |
| 1969  |  | Max-Olivier Lacamp             | Les Feux de la colère                            | Grasset (3)        |                                                  |
| 1970  |  | Jean Freustié                  | Isabelle ou l'Arrière-saison                     | La Table ronde (2) |                                                  |
| 1971  |  | Pierre-Jean Rémy               | Le Sac du palais d'été                           | Gallimard (10)     |                                                  |
| 1972  |  | Christopher Frank              | La Nuit américaine                               | Seuil (6)          |                                                  |
| 1973  |  | Suzanne Prou                   | La Terrasse des Bernardini                       | Calmann-Lévy (2)   |                                                  |
| 1974  |  | Georges Borgeaud               | Le Voyage à l'étranger                           | Grasset (4)        | Premier lauréat suisse                           |
| 1975  |  | Jean Joubert                   | L'Homme de sable                                 | Grasset (5)        |                                                  |
| 1976  |  | Michel Henry                   | L'Amour les yeux fermés                          | Gallimard (11)     |                                                  |
| 1977  |  | Alphonse Boudard               | Les Combattants du petit bonheur                 | La Table ronde (3) |                                                  |
| 1978  |  | Conrad Detrez                  | L'Herbe à brûler                                 | Calmann-Lévy (3)   | Premier lauréat belge                            |
| 1979  |  | Jean-Marc Roberts              | Affaires étrangères                              | Seuil (7)          |                                                  |
| 1980  |  | Danièle Sallenave              | Les Portes de Gubbio                             | Hachette           |                                                  |
| 1981  |  | Michel del Castillo            | La Nuit du décret                                | Seuil (8)          |                                                  |
| 1982  |  | Georges-Olivier Châteaureynaud | La Faculté des songes                            | Grasset (6)        |                                                  |
| 1983  |  | Jean-Marie Rouart              | Avant-Guerre                                     | Grasset (7)        |                                                  |
| 1984  |  | Annie Ernaux                   | La Place                                         | Gallimard (12)     |                                                  |
| 1985  |  | Raphaële Billetdoux            | Mes nuits sont plus belles que vos jours         | Grasset (8)        |                                                  |
| 1986  |  | Christian Giudicelli           | Station balnéaire                                | Gallimard (13)     |                                                  |
| 1987  |  | René-Jean Clot                 | L'Enfant halluciné                               | Grasset (9)        |                                                  |
| 1988  |  | René Depestre                  | Hadriana dans tous mes rêves                     | Gallimard (14)     | Premier lauréat haïtien                          |
| 1989  |  | Philippe Doumenc               | Les Comptoirs du Sud                             | Seuil (9)          |                                                  |
| 1990  |  | Jean Colombier                 | Les Frères Romance                               | Calmann-Lévy (4)   |                                                  |
| 1991  |  | Dan Franck                     | La Séparation                                    | Seuil (10)         |                                                  |
| 1992  |  | François Weyergans             | La Démence du boxeur                             | Grasset (10)       | Auteur belge                                     |
| 1993  |  | Nicolas Bréhal                 | Les Corps célestes                               | Gallimard (15)     |                                                  |
| 1994  |  | Guillaume Le Touze             | Comme ton père                                   | L'Olivier          |                                                  |
| 1995  |  | Patrick Besson                 | Les Braban                                       | Albin Michel (1)   |                                                  |
| 1996  |  | Boris Schreiber                | Un silence d'environ une demi-heure              | Le Cherche midi    |                                                  |
| 1997  |  | Pascal Bruckner                | Les Voleurs de beauté                            | Grasset (11)       |                                                  |
| 1998  |  | Dominique Bona                 | Le Manuscrit de Port-Ébène                       | Grasset (12)       |                                                  |
| 1999  |  | Daniel Picouly                 | L'Enfant léopard                                 | Grasset (13)       |                                                  |
| 2000  |  | Ahmadou Kourouma               | Allah n'est pas obligé                           | Seuil (11)         | Premier lauréat ivoirien                         |
| 2001  |  | Martine Le Coz                 | Céleste                                          | Éditions du Rocher |                                                  |
| 2002  |  | Gérard de Cortanze             | Assam                                            | Albin Michel (2)   |                                                  |
| 2003  |  | Philippe Claudel               | Les Âmes grises                                  | Stock (1)          |                                                  |
| 2004  |  | Irène Némirovsky               | Suite française                                  | Denoël (8)         | Récompense posthume d'une auteure morte en 1942  |
| 2005  |  | Nina Bouraoui                  | Mes mauvaises pensées                            | Stock (2)          |                                                  |
| 2006  |  | Alain Mabanckou                | Mémoires de porc-épic                            | Seuil (12)         | Premier lauréat congolais                        |
| 2007  |  | Daniel Pennac                  | Chagrin d'école                                  | Gallimard (16)     |                                                  |
| 2008  |  | Tierno Monénembo               | Le Roi de Kahel                                  | Seuil (13)         | Premier lauréat guinéen                          |
| 2009  |  | Frédéric Beigbeder             | Un roman français                                | Grasset (14)       |                                                  |
| 2010  |  | Virginie Despentes             | Apocalypse Bébé                                  | Grasset (15)       |                                                  |
| 2011  |  | Emmanuel Carrère               | Limonov                                          | P.O.L              |                                                  |
| 2012  |  | Scholastique Mukasonga         | Notre-Dame du Nil                                | Gallimard (17)     | Première lauréate rwandaise                      |
| 2013  |  | Yann Moix                      | Naissance                                        | Grasset (16)       |                                                  |
| 2014  |  | David Foenkinos                | Charlotte                                        | Gallimard (18)     |                                                  |
| 2015  |  | Delphine de Vigan              | D'après une histoire vraie                       | Lattès             |                                                  |
| 2016  |  | Yasmina Reza                   | Babylone                                         | Flammarion         |                                                  |
| 2017  |  | Olivier Guez                   | La Disparition de Josef Mengele                  | Grasset (17)       |                                                  |
| 2018  |  | Valérie Manteau                | Le Sillon                                        | Le Tripode         | « Prix spécial » : Le Lambeau de Philippe Lançon |
| 2019  |  | Sylvain Tesson                 | La Panthère des neiges                           | Gallimard (19)     |                                                  |
| 2020  |  | Marie-Hélène Lafon             | Histoire du fils                                 | Buchet/Chastel     |                                                  |
| 2021  |  | Amélie Nothomb                 | Premier Sang                                     | Albin Michel (3)   |                                                  |
| 2022  |  | Simon Liberati                 | Performance                                      | Grasset (18)       |                                                  |
| 2023  |  | Ann Scott                      | Les Insolents                                    | Calmann-Lévy (5)   |                                                  |
| 2024  |  | Gaël Faye                      | Jacaranda                                        | Grasset (19)       |                                                  |

### Prix Renaudot de l'essai
Les liens renvoient aux titres des essais ou aux sujets qui y sont abordés.
- 2000 : L'Imaginaire des drogues : De Thomas de Quincey à Henri Michaux de Max Milner (Gallimard)
- 2001 : Protée et autres essais de Simon Leys (Gallimard). Collection d'essais sur Protée, les ouvertures romanesques, André Gide et Don Quichotte.
- 2002 : Le Silence de Delphes : Journal littéraire de Claude-Michel Cluny (La Différence).
- 2003 : Dictionnaire amoureux de l'Amérique d'Yves Berger (Plon)
- 2004 : Madame Proust d'Évelyne Bloch-Dano (Grasset). Biographie de Jeanne Weil Proust.
- 2005 : Le Roman de Constantinople de Gilles Martin-Chauffier (Le Rocher)
- 2006 : Jean-François Revel : Un esprit libre de Pierre Boncenne (Plon)
- 2007 : Le Benarès-Kyôto de Olivier Germain-Thomas (Le Rocher)
- 2008 : Autobiographie d'un épouvantail de Boris Cyrulnik (Odile Jacob). Enquête psychologique.
- 2009 : Alias Caracalla de Daniel Cordier (Gallimard)
- 2010 : L'Affaire de l'esclave Furcy de Mohammed Aïssaoui (Gallimard)
- 2011 : Fontenoy ne reviendra plus de Gérard Guégan (Stock)
- 2012 : Le Dernier Modèle de Frank Maubert (Fayard). Sur Caroline, le modèle des dernières années d'Alberto Giacometti.
- 2013 : Séraphin c'est la fin ! de Gabriel Matzneff (La Table ronde). Recueil d'articles.
- 2014 : De chez nous de Christian Authier (Stock). Essai sur les « frontières mouvantes de l’identité nationale »
- 2015 : Leïlah Mahi 1932 de Didier Blonde (Gallimard) Enquête littéraire sur une femme incinérée au columbarium du Père-Lachaise.
- 2016 : Le Monde libre d'Aude Lancelin (Les Liens qui libèrent). Essai critique sur le journalisme[35].
- 2017 : De l'ardeur : Histoire de Razan Zaitouneh, avocate syrienne de Justine Augier (Actes Sud)
- 2018 : Avec toutes mes sympathies d'Olivia de Lamberterie (Stock)
- 2019 : (Très) cher cinéma français d'Éric Neuhoff (Albin Michel)
- 2020 : Les Villes de papier : Une vie d'Emily Dickinson de Dominique Fortier (Alto, Grasset)
- 2021 : Dans ma rue y avait trois boutiques de Anthony Palou (Les Presses de la Cité). Autobiographie sur l'enfance de l'auteur à Quimper.
- 2022 :  Déjeunons sur l'herbe de Guillaume Durand (Bouquins). Essai consacré à Édouard Manet.
- 2023 :  De Gaulle, une vie. L'homme de personne (1890-1944) de Jean-Luc Barré (Grasset). Premier tome d'une biographie consacrée à Charles de Gaulle.
- 2024 :  Échec et mat au paradis : récit de Sébastien Lapaque (Actes Sud). Compte-rendu des conservations entre Georges Bernanos et Stefan Zweig avant le suicide de ce dernier qui ont eu lieu au Brésil en 1942.

### Prix Renaudot du livre de poche
- 2009 : Palestine d'Hubert Haddad (Le Livre de Poche/Zulma)
- 2010 : L'Origine de la violence de Fabrice Humbert (Le Livre de Poche)
- 2011 : À l'enfant que je n'aurai pas de Linda Lê (NiL)
- 2012 : Les Vieilles de Pascale Gautier (Folio/Gallimard)
- 2013 : Le Pérégrin émerveillé de Jean-Louis Gouraud (Babel/Actes Sud)
- 2014 : Le Garçon incassable de Florence Seyvos
- 2015 : La fiancée était à dos d'âne de Vénus Khoury-Ghata
- 2016 : La Mémoire du monde (intégrale) de Stéphanie Janicot
- 2017 : Les méduses ont-elles sommeil ? de Louisiane C. Dor
- 2018 : Dieu, Allah, moi et les autres de Salim Bachi
- 2019 : Une vieille histoire. Nouvelle version de Jonathan Littell
- 2020 : Charles de Gaulle d'Éric Roussel (Tempus/Perrin)
- 2021 : Louis Jouvet d'Olivier Rony (Folio/Gallimard)
- 2022 : Vivre avec nos morts de Delphine Horvilleur
- 2023 : Le Retournement de Manuel Carcassonne
- 2024 : Les années-lumière de Serge Rezvani (Philippe Rey)

### Prix Renaudot des lycéens
- 1992 : Aden d'Anne-Marie Garat (Le Seuil)
- 1993 : Jacob Jacobi de Jack-Alain Leger (Julliard)
- 1994 : Une mort de théâtre de Claude Mourthé (Julliard)
- 1995 : Le Jeu du roman de Louise Lambrichs (Le Seuil)
- 1996 : L'Ode à la reine de Jean-François Kervéan (Calmann-Lévy)
- 1997 : L'Homme du cinquième jour de Jean-Philippe Arrou-Vignod (Gallimard)
- 1998 : Une poignée de gens d'Anne Wiazemsky (Gallimard)
- 1999 : Foraine de Paul Fournel (Le Seuil)
- 2000 : Dans ces bras-là de Camille Laurens (POL)
- 2001 : Le Soir du chien de Marie-Hélène Lafon (Buchet Chastel)
- 2002 : La Métaphysique du chien de Philippe Ségur (Buchet Chastel)
- 2003 : Silence, on ment de Gilles Martin-Chauffier (Grasset)
- 2004 : La Dernière Leçon de Noëlle Châtelet (Le Seuil)
- 2005 : Festins secrets de Pierre Jourde (L'Esprit des péninsules)
- 2006 : Maos de Morgan Sportès (Grasset)
- 2007 : Le Cœur cousu de Carole Martinez (Gallimard)
- 2008 : Le Voyage du fils d'Olivier Poivre d'Arvor (Grasset)
- 2009 : Ce que je sais de Vera Candida de Véronique Ovaldé (L’Olivier)
- 2010 : Dans la nuit brune d'Agnès Desarthe (L’Olivier)
- 2011 : Rien ne s'oppose à la nuit de Delphine de Vigan (Jean-Claude Lattès)
- 2012 : L'Hiver des hommes de Lionel Duroy (Julliard)
- 2013 : Plonger de Christophe Ono-dit-Biot (Gallimard)
- 2014 : L'Amour et les Forêts d'Éric Reinhardt (Gallimard)
- 2015 : Juste avant l'oubli d'Alice Zeniter (Flammarion)
- 2016 : Giboulées de soleil de Lenka Hornakova-Civade (Alma)
- 2017 : Nos richesses de Kaouther Adimi (Le Seuil)
- 2018 : La Vraie Vie d'Adeline Dieudonné (L'Iconoclaste)
- 2019 : Le Bal des folles de Victoria Mas (Albin Michel)
- 2020 : Le Métier de mourir de Jean-René Van der Plaetsen (Grasset)
- 2021 : La Carte postale d'Anne Berest (Grasset)
- 2022 : On était des loups de Sandrine Collette (JC Lattès)
- 2023 : Panorama de Lilia Hassaine (Gallimard)
- 2024 : Les Guerriers de l'hiver d'Olivier Norek (Michel Lafon)